# 藍黑副元寶鯿
藍黑副元寶鯿（學名：Parachela cyanea），為輻鰭魚綱鯉形目鲴科副元寶鯿属的其中一種。分布於亞洲印尼婆羅洲淡水流域，背鰭軟條9枚，臀鰭軟條26-29枚，體長可達5公分，主要棲息在森林覆蓋的溪流靜止水域，生活習性不明。

## 扩展阅读
維基物種上的相關：藍黑副元寶鯿